# Großostheim
Großostheim o Grossostheim es un municipio alemán, ubicado en el distrito de Aschaffenburg, en el Estado federado de Baviera. Se encuentra en el extremo noreste de Odenwald, una cadena montañosa en la región de Baja Franconia.